# سليمان العطاونة
الشيخ سليمان العطاونة، كان شيخ قبيلة العطاونة في النقب في أواخر العهد العثماني. سكن مدينة بئر السبع بعد تأسيسها، وتقلَّدَ مناصب إداريّة، منها رئاسة بلديّة بئر السبع عشيّة الحرب العالمية الأولى.

## حياته
تنتمي قبيلة العطاونة إلى النتوش، من عرب التياها. اتّخذوا اسمهم هذا من جدِّهم "عطيّة" (لهذا يُعرَفون أيضًا بـ"أبناء عطيّة") المدفون في تبوك.
اشتهر الشيخ سليمان العطاونة في واخر القرن التاسع عشر بالغنى والكرم، وحلّ النّزاعات بين بدو النّقب. وقد عُرِفَ عنه الحِلم والتّقوى، وبُعد النّظَر حتّى أصبح مرجعًا لبدو النقب جميعًا، ولا سيما التياها منهم. وقد تزوّج بامرأة حضريّة، فسكن بئر السبع من حينها.

## مناصبه
كان رجال الدّولة في العهد العثماني يزورونه، ويسترشدون بآرائه في سياسة بدو النقب. عهدوا إليه بعددٍ من الوظائف، فكان عُضوًا في المجلس العمومي في القدس، وفي مجلس الإدارة في بئر السبع، وعُيّن رئيسًا للبلديّة.

## نزاعه مع الشيخ سلمان الهزيل
دبّ خلافٌ بينه وبين الشيخ سلمان الهزيل، على الرغم من أنهما كليهما من التياها. أخذ كُلٌّ من الشيخين يُقوّي صَفَّهُ بأحلافٍ من عشائر البدو في النقب وخارجه. ويظهر أنّ الشيخ سلمان العطاونة، الذي كان مُقرّبًا من رجالات الدولة العثمانية، قد نجح في مساعيه ضدّ خصمه الهزيّل الذي اقتيد إلى دمشق، وشُنق فيها، بعد أن اتُّهِمَ بالتّعدّي على البدو، وظلمهم، وفعل الفواحش، وغير ذلك.
كان الشيخ سليمان حسب رأي عارف العارف أوّل من علَّم أولادَهُ من البدو، وكان منهم الشيخ حسن العطاونة، شيخ عشيرة العطاونة أيّام الانتداب البريطاني، وفريد أفندي العطاونة، الذي كان موظفًا في ديوان مدينة بئر السَّبع، ومنهم سليم أفندي العطاونة، خرّيج مدرسة الزراعة في طولكرم، ومنهم: سالم، وعوّاد، وابراهيم.